# Lekarty
Lekarty (Duits: Lekarth) is een dorp in het Poolse woiwodschap Ermland-Mazurië, gelegen in de powiat Nowo Miasto. In 2011 woonden er 243 mensen.

## Sport en recreatie
- Door deze plaats loopt de Europese wandelroute E11. De E11 loopt van Den Haag naar het oosten, op dit moment de grens Polen/Litouwen. Ter plaatse komt de route van het zuidwesten vanuit Skarlin. De route vervolgt naar het noordoosten naar Gryźliny en Iława.